# Pasji zub
Pasji zub (košutica, lat. Erythronium), biljni rod iz porodice ljiljanovki. Pripada mu tridesetak vrsta trajnica iz Euroazije i Sjeverne Amerike.
U Hrvatskoj je poznata samo jedna vrsta, to je crveni pasji zub

## Vrste
1. Erythronium albidum Nutt.
2. Erythronium americanum Ker Gawl.
3. Erythronium californicum Purdy
4. Erythronium caucasicum Woronow
5. Erythronium citrinum S.Watson
6. Erythronium dens-canis L.
7. Erythronium elegans P.C.Hammond & K.L.Chambers
8. Erythronium grandiflorum Pursh
9. Erythronium helenae Applegate
10. Erythronium hendersonii S.Watson
11. Erythronium howellii S.Watson
12. Erythronium idahoense H.St.John & G.N.Jones
13. Erythronium japonicum Decne.
14. Erythronium klamathense Applegate
15. Erythronium krylovii Stepanov
16. Erythronium mesochoreum Knerr
17. Erythronium montanum S.Watson
18. Erythronium multiscapideum (Kellogg) A.Nelson & P.B.Kenn.
19. Erythronium oregonum Applegate
20. Erythronium pluriflorum Shevock, Bartel & G.A.Allen
21. Erythronium propullans A.Gray
22. Erythronium purpurascens S.Watson
23. Erythronium pusaterii (Munz & J.T.Howell) Shevock, Bartel & G.A.Allen
24. Erythronium quinaultense G.A.Allen
25. Erythronium revolutum Sm.
26. Erythronium rostratum W.Wolf
27. Erythronium sajanense Stepanov & Stassova
28. Erythronium shastense D.A.York, J.K.Nelson & D.W.Taylor
29. Erythronium sibiricum (Fisch. & C.A.Mey.) Krylov
30. Erythronium sulevii (Rukšans) Stepanov
31. Erythronium taylorii Shevock & G.A.Allen
32. Erythronium tuolumnense Applegate
33. Erythronium umbilicatum C.R.Parks & Hardin